# Nebukadnesar 2.
Nebukadnesar II (ca. 640 f. Kr. til 562 f. Kr.) var en af de mest kendte herskere i Babylonien i det nybabyloniske dynasti. Han er mest kendt for sine erobringer af Judæa og Jerusalem og for sine monumentale byggerier i hovedstaden, Babylon. Han bliver kaldt Nebukadnesar den Store, men som følge af hans ødelæggelse af templet i Jerusalem og erobringen af Judæa, er han forhadt i jødisk sammenhæng.
Da Assyriens herredømme faldt, blev Babylonien igen et selvstændigt rige, og det Nybabylonske rige blev grundlagt. Nebukadnezar 2. indledte en storhedstid i Babylon. Han smykkede Babylon med pragtbygninger, og den mest kendte af dem var det store tempeltårn,Babelstårnet. Hans dronning, Semiramis, længtes efter sit hjemland i bjergene, hvorfor Nebukadnezar byggede et terrasseformet haveanlæg ved sit palads: de hængende haver som blev et af oldtidens syv underværker.
Når der tales om babyloniens herlighed, er det først og fremmest Nebukadnezars Babylon, som der henvises til. De mure, templer, slotte og privathuse, som er udgravet i vor tid, stammer hovedsageligt fra Nebukadnezars Babylon.
I indskrifter skriver Nebukadnezar stolt om det indtryk hans bygværker har gjort på menneskene. Han fortæller stolt at han gjorde sin hovedstad helt uigennemtrængelig ved anlæggelse af befæstninger med mure og volde og med vandgrave så brede, at de lignede havet. Det skulle aldrig lykkes nogen at trænge sig ind der, hvis de kom med onde hensigter.
Kongen var så stolt af sit værk, at han aldrig ville have det ødelagt. Derfor skrev han til de konger, som skulle regere efter ham, at den som en dag får brug for disse fæstningsværker, ikke skal gøre noget forsøg på at forsvare sig, men viljeløst overgive sin hovedstad i en fremmed herskers hænder.
Den persiske Kyros 2. (den store) erobrede i 538 f. kr. Babylon uden kamp, og byen forblev den vigtigste by i Orienten i flere hundrede år.
Med tiden udbredtes kulturen fra Babylon til andre byer. Indbyggerne begyndte at vandre til andre byer, og Babylon blev forladt og forfaldt.

## Nebukadnesar i nyere tid
Nebukadnesar er hovedperson i operaen med samme navn af Giuseppe Verdi fra 1842 og er også et skib i filmtrilogien Matrix.